# جرائم القتل في ميشيغان
كانت أعمال القتل في ميشيغان من الجرائم التي تحظي بتغطية إعلامية كبيرة بين الشابات في الفترة بين عامي 1967 و 1969 في منطقة آن آر إبسيلانتي في جنوب شرق ميشيغان علي يد شخصاً يعرف باسم إبسيلانتي ريبر سفاح ميشيغان والقاتل المشارك 
كان جميع ضحايا جرائم القتل في ميشيغان من الفتايات بين سن 13 و 20 سنة، اللواتي تعرضن للاختطاف والأغتصاب والضرب والقتل. عادةً عن طريق الطعن أو الخنق مع تشويه أجسادهن في بعض الأحيان بعد الموت قبل التخلص منها في حفره عمقها 15 ميلاً في مقاطعة واتشيناو.
تم أعتقال المجرم جون نورمان تشانمبان المعروف أنذاك باسم جون نورمان كولينز، بعد أسبوع من القتل النهائي تم الحكم عليه بالسجن المؤبد لجريمته الأخيرة المنسوبة لجرائم ميشيغان في 19 أغسطس  وهو محتجز حالياً في سجن ماركوريت.
علي رغم من أنه لم يحاكم قط علي جرائم القتل الخمسة المتبقية المنسوبة إلي جرائم ميشيغان، أو جريمة قتل فتاة  سادسة قتلت في كاليفورنيا وقد أرتبط قتلها بسلسلة جرائم ميشيغان. يعتقد المحققون أن تشانبمان هو المسؤول عن جميع  جرائم القتل السبعة المرتبطة بنفس الجاني.

## جرائم القتل

### الضحية الاولي
أول ضحية معروفة مرتيطة بجرائم قتل ميشيغان كانت طالبة في التاسع عشر من عمرها في جامعة التجارة في شرق ميشيغان وتدعي ماري لويس فليسزرا التي شوهدت أخر مرة علي قيد الحياة مساء يوم 9 يوليو 1967 من قبا أحد الجيران الذي كان يمشي في أتجاه إبسيلانتي.
لاحظ هذا الجار مرتين شاباً في سيارة شيفرولية ذات اللون الأزرق الرمادي يتوقف ببطئ بجانب فليسزرا وبدء الحديث معها وفي كل مرة تقوم فلسيزرا بهز رأسها ثم تخرج من السيارة.
تم العثور علي جثتها من قبل صبيين في الخامسة عشرة من العمرعلي في مزرعة مهجورة في أعلي البلدة في 7 أغسطس وتم التعرف عليها عن طريق سجلات الاسنان في اليوم التالي.
كانت الجثة متحللة بشكل سئ علي رغم من أن الطبيب الشرعي الذي فحص رفات فلسزرا كان قادراً علي تحديد أن الفتاة قد طعنت حوالي 30 مرة في الصدر والبطن بسكين أو اداة حادة، أنه قد تم بتر قدميها من فوق الكاحل مباشرةً الإبهام وأجزاء من أصابع يد واحدة قد فقدت، وقد تم بتر أحد السواعد عن جسدها ولم يتم العثور علي هذه الأطراف المفقودة.
و بالرغم من الحالة المتقدمة من التحلل، كان الطبيب الشرعي قادراً علي تحديد حلات التآكل الخطيرة المتعددة علي صدر الضحية وجزعها مما يشير إلي أن فليسزرا قد تعرضت للضرب علي نطاق واسع قبل وفاتها. علي رغم من أن الشرطة أفترضت أن فلوسيزرا قد تعرضت للأغتصاب فإن الحالة المتقدمة لتحلل الجثة قد محت أي دليل قاطع علي الأعتداء الجنسي.
أوضح الفحص التفصيلي لمسرح الجريمة أن الجثة قد تم تحريكها ثلاث مرات طوال الشهر الذي لم تكتشف فيه: في البداية وجدت الجثة فوق كومة من الزجاجات والعلب المحجوبة من قبل الأشجار الكبيرة قبل تجر خمسة أقدام من هذا الموقع إلي الحقل، حيث ظلت مكشوفة لمدة طويلة ولم تكتشف. قبل وقت قصير من اكتشاف الجثة عاد الجاني مرة أخري إلي الجثة ونقلها إلي ثلاثة أقدام أخري.
بعد يومين من التعرف علي جثة ماري فلوسزرا، وصل شاب إلي دار الجنازة يدعي أنه صديق لعائلة فلوسيزرا، كان يحمل جثتها قبا دفنها. قد طلب هذا الشخص الحصول علي إذن لالتقاط صورة للجثة وهي في التابوت كتزكار لوالديها. عندما علم بأن طلبه مستحيلاً أجاب الشاب: «هل تقصد أنك لا تستطيع إصلاحها بما يكفي حتي أتمكن من الحصول علي صورة واحدة لها؟», أخبر الشاب مرة ثانية بشكل حازم  أنه لن يسمح له برؤية الجثة، ثم خرج الشاب دون أي كلام من دار الجنازة.
لم يستطيع موظف الاستقبال تقديم أي وصف واضح للرجل بخلاف انه كان شاباً أبيض وسيماً ذو شعر داكن وأنه كان يقود سيارة شيفرولية ذات لون ازرق رمادي، وانه لم يكن يحمل كاميرا.